# Bạch Bách Hà
Bạch Bách Hà (tiếng Trung: 白百何; sinh ngày 01 tháng 03 năm 1984 tại Thanh Đảo) tên thật Bạch Tuyết, là một nữ diễn viên Trung Quốc.

## Tiểu sử
Năm 1990, Bạch Bách Hà học tại trường tiểu học Thanh Đảo (đường Văn Đăng). Đến năm 12 tuổi (1996), bắt đầu theo học múa tại Trường Trung cấp trực thuộc Học viện Vũ đạo Bắc Kinh. Năm 2000, đoàn làm phim điện ảnh Thời Khắc Hạnh Phúc của Trương Nghệ Mưu đến trường để tuyển diễn viên, dù không được chọn nhưng Bạch Bách Hà đã để lại ấn tượng tốt cho Trương Nghệ Mưu với phần phát huy ngẫu hứng đầy thú vị. Trước khi rời khỏi, Trương Nghệ Mưu đề nghị cô thi vào Học viện Hí kịch Trung ương. Điều này đã làm cho Bạch Bách Hà vốn muốn ghi danh vào Học viện Vũ đạo Bắc Kinh thay đổi chủ ý, bắt đầu nhen nhóm ý nghĩ trở thành diễn viên. Năm 2002, Bạch Bách Hà thi đỗ vào Học viện Hý kịch Trung ương hệ chính quy Khoa Biểu diễn, Lớp Nhạc kịch, trở thành bạn học của Đường Yên, Vương Tử Văn từ đó bước vào con đường phim ảnh.
Lần đầu tiên Bạch Bách Hà đảm nhận vai chính là trong bộ phim truyền hình Tuổi Thanh Xuân (2006) , đây cũng là bộ phim đã se duyên cho Bạch Bách Hà và Trần Vũ Phàm. Cũng trong năm 2006, cô tốt nghiệp Học viện Hý kịch Trung ương, sau đó kết hôn và sinh con. Đến năm 2011, nhờ vào phim truyền hình Ngôi Nhà Thứ N và phim điện ảnh 33 Ngày Thất Tình mà được công chúng chú ý đến nhiều hơn, sau đó mức độ nổi tiếng ngày càng tăng nhanh, đồng thời năm sau đó được đề cử Giải Kim Mã lần thứ 49 và giành được Giải Bách Hoa lần thứ 31 cho hạng mục Nữ diễn viên chính xuất sắc nhất.
Sau đó Bạch Bách Hà tiếp tục đảm nhận vai nữ chính trong các phim điện ảnh đề tài tình yêu đô thị: Hợp Đồng Chia Tay (2013), 5 Năm Bị Đánh Cắp (2013), Nhật Ký Chỉnh Sửa Nhan Sắc (2014), Cút Ngay! U Quân (2015). Năm 2013, 2 phim điện ảnh Hợp Đồng Chia Tay và 5 Năm Bị Đánh Cắp với mức doanh thu phòng vé vượt ngưỡng 100 triệu đã giúp cho Bạch Bách Hà được các phương tiện truyền thông mệnh danh là "con gái nhỏ của làng phim điện ảnh".

## Đời tư
Năm 2004, khi đang học ở Học viện Hý kịch Trung ương, gặp gỡ và quen biết Trần Vũ Phàm trong đoàn làm phim trong thời gian quay phim truyền hình Tuổi Thanh Xuân. Ngày 26/12/2006, ngay sau khi tốt nghiệp đại học, năm 22 tuổi, chính thức cùng Trần Vũ Phàm bước vào cuộc sống hôn nhân. Ngày 19/01/2008, kết tinh tình yêu của cả hai ra đời, được đặt tên là Trần Thịnh Đồng , tên thường gọi là "Nguyên Bảo" .

## Sự nghiệp
Đầu năm 2003 được tham gia đóng vai chính trong chiến dịch quảng cáo kỉ niệm trăm năm của bia Thanh Đảo do chính Trương Nghệ Mưu đạo diễn.
Năm 2004, nhờ vào vai nữ chính đầu tiên mang tên Kiều Kiều trong phim truyền hình Tuổi Thanh Xuân khi còn học ở trường mà gặp gỡ Trần Vũ Phàm trong đoàn làm phim, đây cũng là một bước ngoặt khá lớn trong cuộc đời Bạch Bách Hà.
Năm 2006, đóng vai chính tên Cam Lộ trong bộ phim thần tượng tình cảm đô thị Hạnh Phúc Ở Nơi Nào.
Năm 2008, sau thời gian nghỉ dưỡng phục hồi cơ thể sau khi sinh, Bạch Bách Hà được Triệu Bảo Cương mời tham gia vai phụ Lôi Luy trong bộ phim truyền hình đề tài thanh xuân Tuổi thanh xuân của tôi ai nắm giữ. Bạch Bách Hà một lần nữa quay trở lại màn ảnh nhỏ và trong bộ phim đã biểu diễn ca khúc "Em Không Chỉ Là Đoá Hoa".
Cuối năm 2009, Bạch Bách Hà cùng sư huynh đồng môn Chu Vũ Thần hợp tác trong bộ phim đề tài gia đình phản ánh hiện thực xã hội Người Tình Gian Dối. Ngày 20/11/2009 tại Cát Lâm - Trường Xuân đóng máy. Năm 2012 phát sóng độc quyền trên Giang Tây Vệ Thị.
Năm 2010, đóng vai chính trong bộ phim truyền hình đề tài gia đình đô thị Ngôi Nhà Thứ N vai Triệu Văn.
Năm 2011 đóng vai chính trong phim điện ảnh đề tài tình yêu đô thị Định Luật Hấp Dẫn do Triệu Thiên Vũ đạo diễn, vai nữ nhân viên an ninh Thạch Hiểu Lâm. Cũng trong năm 2011, Bạch Bách Hà lần đầu tiên hợp tác với diễn viên Văn Chương trong phim điện ảnh chuyển thể từ tiểu thuyết cùng tên 33 Ngày Thất Tình vai nữ chính Hoàng Tiểu Tiên  . Bộ phim thành công đột phá mức doanh thu 100 triệu sau 4 ngày công chiếu, chỉ trong tuần đầu tiên đã thu về 189 triệu, vinh hạnh giành được "quán quân phòng vé của tuần". Bộ phim có mức đầu tư chỉ 890 vạn đã đột phá phòng vé với tổng doanh thu là 350 triệu nhân dân tệ, trở thành "đại hắc mã phòng vé" . Bạch Bách Hà nhờ vào bộ phim này mà được đề cử Giải Kim Mã lần thứ 49 và Giải Hoa Biểu lần thứ 15, đồng thời giành được Giải Bách Hoa lần thứ 31 cho hạng mục Nữ diễn viên chính xuất sắc nhất .
Năm 2012, Bạch Bách Hà một lần nữa hợp tác với đạo diễn Đằng Hoa Đào, đóng vai chính Kiều Ly trong bộ phim truyền hình đề tài tình cảm công sở đô thị chuyển thể từ tiểu thuyết cùng tên của Thôi Mạn Ly - Thăng Trầm . Sau đó lần lượt tham gia đóng vai nữ chính trong 2 phim điện ảnh Nhật Ký Chỉnh Sửa Nhan Sắc và Hợp Đồng Chia Tay, 2 bộ phim này đồng thời đã đánh dấu bước chuyển mình của Bạch Bách Hà từ một diễn viên phim truyền hình thành diễn viên điện ảnh. Cùng năm, Bạch Bách Hà tham gia vai chính Tưởng Tân Dao trong bộ phim truyền hình đề tài tình cảm đô thị Quy Tắc Tiền Ly Hôn do Trương Gia Thành đạo diễn. Cũng trong năm này, Bạch Bách Hà trở thành người đại diện mới cho thương hiệu đồng hồ Titus (Thụy Sĩ) khu vực Châu Á.
Năm 2013, phim điện ảnh kinh phí thấp hợp tác cùng Bành Vu Yến - Hợp Đồng Chia Tay với vai nữ chính Tiếu Tiếu nhận được phản ứng tốt tại các phòng vé ở Trung Quốc đại lục với mức doanh thu 190 triệu nhân dân tệ. Cùng năm, phim điện ảnh kinh phí thấp 5 Năm Bị Đánh Cắp với vai nữ chính Hà Mạn đã mang về 150 triệu cho các phòng vé ở Trung Quốc Đại Lục, ở Hồng Kông thu hoạch được 18 triệu và thu về hơn 88 triệu Tân Đài tệ tại các phòng vé ở Đài Loan. Đồng thời, nhờ vào phim điện ảnh 5 Năm Bị Đánh Cắp mà Bạch Bách Hà được đề cử hạng mục Nữ diễn viên chính xuất sắc nhất tại Liên hoan Phim Quốc tế Thượng Hải lần thứ 16. Cùng năm, đảm nhiệm vai nữ chính Tiểu Bạch trong phim điện ảnh Định Chế Tư Nhân do Phùng Tiểu Cương đạo diễn, Bạch Bách Hà nhờ vào bộ phim này mà được đề cử giải Nữ diễn viên chính xuất sắc nhất tại Lễ Trao giải Hoa Đỉnh lần thứ 12, đồng thời mang về hơn 700 triệu cho các phòng vé tại Trung Quốc đại lục, trở thành "quán quân phòng vé của năm". Năm 2013, chỉ trong 1 năm, xuất hiện 19 lần trên trang bìa các tạp chí thời trang, Bạch Bách Hà trở thành "nhân vật trang bìa tạp chí của năm".
Năm 2014, Bạch Bách Hà là người đầu tiên ký tên tham gia phim điện ảnh hài đề tài phẫu thuật thẩm mỹ Nhật Ký Chỉnh Sửa Nhan Sắc. Trong phim, nhân vật của Bạch Bách Hà là cô sinh viên tốt nghiệp từ một trường đại học danh tiếng tên Quách Tinh bởi vì vẻ bề ngoài xấu xí mà khiến cho cả tình yêu lẫn sự nghiệp đều không được như ý, vì vậy mà phẫu thuật thẩm mỹ để cứu giúp bản thân. Ngày 23/02, Bạch Bách Hà được mời tham dự Tuần lễ thời trang Milan để xem show diễn của Dolce & Gabbana. Tháng 3 tham gia vai chính trong phim truyền hình đề tài thanh xuân Trưởng Thành. Ngày 29/05, Bạch Bách Hà tham dự buổi triển lãm trưng bày trang sức Trung Quốc cao cấp đầu tiên của thương hiệu trang sức Qeelin thuộc tập đoàn Kering (Pháp) tại quảng trường xinh đẹp của Deji Plaza (Nam Kinh). Ngày 03/07, Bạch Bách Hà là người đầu tiên ký tên tham gia vai chính phim điện ảnh giả tưởng 3D Tróc Yêu Ký do An Lạc Ảnh Nghiệp sản xuất (chính thức công chiếu vào mùa hè ngày 16/07/2015), đóng vai nữ pháp sư bắt yêu tài nghệ phi phàm Hoắc Tiểu Lam, bộ phim này đã thể hiện hình ảnh tươi mới của Bạch Bách Hà, giúp Bạch Bách Hà thoát xác khỏi hình tượng "con gái nhỏ" trước đây, lần đầu tiên thử thách với thể loại cổ trang. Ngày 25/09, Bạch Bách Hà được thương hiệu thời trang Carven (Pháp) mời tham dự Tuần lễ Thời trang Paris với tư cách khách mời nữ Trung Quốc duy nhất, Bạch Bách Hà vinh hạnh được mặc quần áo của Carven để đại diện cho nhãn hiệu và ngồi hàng ghế đầu xem chương trình, Carven còn đặc biệt chuẩn bị bữa tiệc tối để chào đón Bạch Bách Hà, đây cũng là lần đầu tiên Carven đặc biệt chuẩn bị bữa tiệc tối cho một ngôi sao nữ Trung Quốc. Ngày 30/09, Bạch Bách Hà tham dự buổi triển lãm các thiết kế mới của thương hiệu thời trang Roger Vivier tại Tuần lễ thời trang Paris. Vào tháng 11, Bạch Bách Hà lại là người đầu tiên ký tên tham gia vai chính phim điện ảnh Nhật Ký Tân Hôn do Quan Cẩm Bằng giám chế, tên khác là Thành phố Tình Yêu. Tháng 12, phim điện ảnh chuyển thể từ bộ truyện tranh bán chạy cùng tên Cút Ngay! U Quân do Hàn Diên đạo diễn, Bạch Bách Hà ký tên đầu tiên tham gia vai chính khởi quay. Bộ phim chủ yếu nói về nhân vật Hùng Đốn của Bạch Bách Hà vốn là một họa sĩ tự do 29 tuổi tính cách vô tư, dù mang trong mình căn bệnh ung thư quái ác nhưng vẫn luôn mỉm cười với số phận dù là trong thời khắc khó khăn nhất, bộ phim được lên kế hoạch công chiếu trên toàn quốc vào ngày 13/08/2015. Năm 2014 là năm mà Nguyên Bảo - con trai của Bạch Bách Hà bắt đầu bước vào lớp đầu tiên của bậc tiểu học, vì muốn ở bên cạnh cùng con thích ứng với môi trường mới mà Bạch Bách Hà xin phép công ty nghỉ phép vài tháng, do đó tác phẩm của Bạch Bách Hà trong năm này không nhiều ngoại trừ phim điện ảnh Nhật Ký Chỉnh Sửa Nhan Sắc hợp tác cùng Trịnh Trung Cơ và 2 phim hoạt hình điện ảnh Bạch Bách Hà tham gia lồng tiếng là Cừu Vui Vẻ Và Sói Xám 6 và Bí kíp luyện rồng 2.
Năm 2015, phim truyền hình Trưởng Thành do Bạch Bách Hà và Lục Nghị ký tên đầu tiên tham gia vai chính lần đầu tiên phát sóng trên Đông Phương Vệ Thị và Thiên Tân Vệ Thị vào ngày 29 tháng 1 khung giờ vàng, Bạch Bách Hà vào vai bác sĩ thực tập mới Nghiệp Xuân Manh. Cuối năm 2014 phim điện ảnh Tróc Yêu Ký thuận lợi bước vào giai đoạn hậu kỳ, dự kiến công chiếu vào dịp Tết Nguyên Đán thì có một sự kiện xảy ra với nam diễn viên chính họ Kha khiến bộ phim phải đổi diễn viên nam chính và quay lại, vì giúp ông chủ mà Bạch Bách Hà thay đổi lịch trình, lại còn là diễn không lấy thù lao. Đầu tháng 4, Bạch Bách Hà đặc biệt diễn vai chính trong phim điện ảnh đề tài tình yêu đô thị Cùng Anthony Trải Qua Năm Tháng Dài Đằng Đẵng do Châu Tấn làm giám chế. Cuối tháng 4, hợp tác với Trần Khôn đóng vai chính trong phim điện ảnh hài về địa phương Trùng Khánh - Nồi Lẩu, chính thức được mệnh danh là "anh hùng nồi lẩu". Ngày 23 tháng 4, Bạch Bách Hà tham dự Lễ Bế mạc Liên hoan phim Quốc tế Bắc Kinh lần thứ 5. 
Tháng 6 cùng năm Bách Bạch Hà mở công ty riêng. Tháng 7-8, 3 phim điện ảnh khác nhau của Bạch Bách Hà là Tróc Yêu Ký, Cút Ngay! U Quân và Thành phố Tình Yêu lần lượt công chiếu, do đó Bạch Bách Hà trở thành người đầu tiên trong lịch sử điện ảnh Hoa Ngữ lôi kéo được khán giả đến phòng vé nhờ vào nữ diễn viên. 
Ngày 16/07/2015, phim điện ảnh Tróc Yêu Ký do Bạch Bách Hà ký tên đầu tiên tham gia vai chính công chiếu, ngay từ ngày đầu tiên công chiếu đã thu về 173 triệu nhân dân tệ, phá vỡ kỉ lục "phim có doanh thu cao nhất trong ngày đầu công chiếu" và "phim có doanh thu cao nhất trong một ngày", ngày công chiếu thứ 3 mang về 183 triệu tệ lại tiếp tục lập nên kỉ lục "phim có doanh thu cao nhất trong một ngày" mới. Bộ phim lại tiếp tục lập nên kỉ lục mới "phim có doanh thu phòng vé cao nhất trong tuần đầu tiên" sau 4 ngày công chiếu tại các phòng vé ở Trung Quốc Đại Lục với mức doanh thu 669 triệu tệ. Ngày 22 tháng 7, MV ca khúc chủ đề phim điện ảnh Cút Ngay! U Quân do Bạch Bách Hà thể hiện mang tên "A Girl With Her Lily Fantasy" được công bố. Ngày 24 tháng 7, Bạch Bách Hà tham dự tiệc mừng công phim điện ảnh Tróc Yêu Ký thu về được 1 tỉ nhân dân tệ sau 8 ngày công chiếu, đồng thời tuyên bố sẽ tiếp tục đóng vai chính trong phần tiếp theo. Vào lúc 00:00 ngày 26/07, phim điện ảnh Tróc Yêu Ký đã thu về được 1.276 tỉ nhân dân tệ, phá vỡ kỉ lục 1.267 tỉ của phim điện ảnh Lạc Lối Ở Thái Lan 2 năm trước đó, trở thành "phim điện ảnh Hoa Ngữ quán quân phòng vé". Ngày 04/08, MV ca khúc "Mai Sau Em Sẽ Về Đâu" nhạc phim điện ảnh Tróc Yêu Ký do Bạch Bách Hà và Tỉnh Bách Nhiên song ca được công bố. Vào lúc 00:00 ngày 09/08, tổng doanh thu của phim điện ảnh Tróc Yêu Ký tại các phòng vé ở Trung Quốc Đại Lục là 2.4 tỉ nhân dân tệ, đây cũng là phim nội địa đầu tiên đạt được mức doanh thu 2 tỉ. Ngày 04/09, doanh thu của phim điện ảnh Cút Ngay! U Quân do Bạch Bách Hà diễn chính tại các phòng vé ở Trung Quốc Đại Lục vượt ngưỡng 500 triệu, được đại diện Trung Quốc mang đi tranh Giải OSCAR lần thứ 88 cho hạng mục Phim Nước Ngoài Hay Nhất. Ngày 11/09, tổng doanh thu của phim điện ảnh Tróc Yêu Ký tại các phòng vé nội địa là 2.42859 tỉ, thành công trong việc phá vỡ kỉ lục phòng vé của phim điện ảnh Fast & Furious 7, thu hút 65.4256 triệu lượt người xem phim, phá vỡ kỉ lục phim thu hút nhiều lượt người xem nhất trước đây là 62.45 triệu, đây cũng là phim điện ảnh thành công nhất trong 21 năm trở lại đây của thị trường phim điện ảnh nội địa. Ngày 16/09, phim điện ảnh Tróc Yêu Ký chính thức ngừng chiếu, tổng cộng đã thu về được gần 2.44 tỉ. Ngày 25/09, Bạch Bách Hà mang theo các tác phẩm của mình đến Mỹ tham dự Tuần lễ Phim điện ảnh Trung Quốc 2015 do Viện Phim Mỹ và Tổng cục Báo chí Xuất bản - Phát thanh - Truyền hình Quốc gia Trung Quốc phối hợp tổ chức, 2 phim điện ảnh Tróc Yêu Ký và Cút Ngay! U Quân được bình chọn là 2 trong 5 kiệt tác điện ảnh Trung Quốc của năm. Ngày 06/10, Bạch Bách Hà nhận được lời mời chính thức từ phía Chanel đến tham dự Tuần lễ thời trang Paris xuân hạ 2016 ngồi hàng ghế đầu xem show diễn của Chanel. Ngày 30/10, Bạch Bách Hà và Trương Chấn tham gia quay quảng cáo "Let's Gap Together" của thương hiệu thời trang GAP (Mỹ) kỉ niệm 5 năm GAP đến thị trường Trung Quốc. Ngày 23/11, phim điện ảnh Anh Hùng Nồi Lẩu có sự tham gia của Bạch Bách Hà thông báo thời gian dự chiếu là vào ngày 01/04/2016. Ngày 15/12, Bạch Bách Hà tham gia quảng bá cho phim điện ảnh Kungfu Panda 3 nằm trong loạt phim hoạt hình điện ảnh kinh điển Kung Fu Panda mà Bạch Bách Hà tham gia lồng tiếng cho nhân vật "Hổ nương".
Đầu năm 2016, Bạch Bách Hà cùng với Vương Tổ Lam tham gia show truyền hình thực tế mang tên Vương bài đối vương bài mùa đầu tiên trên kênh Chiết Giang Vệ Thị với vai trò khách mời cố định, ngày 22/01 chính thức phát sóng.

## Phim

### Phim truyền hình
| Năm  | Tên Phim                           | Tên tiếng Trung      | Vai              | Ghi chú       |
| ---- | ---------------------------------- | -------------------- | ---------------- | ------------- |
| 2006 | Tuổi Thanh Xuân                    | 与青春有关的日子     | Kiều Kiều        |               |
| 2007 | Hạnh Phúc Ở Nơi Nào                | 幸福在哪里           | Cam Lộ           |               |
| 2009 | Tuổi thanh xuân của tôi ai nắm giữ | 我的青春谁做主       | Lôi Luy          |               |
| 2010 | Người Tình Gian Dối                | 说谎的爱人           | Đổng Nam         |               |
| 2011 | Nhà vuông N lần                    | 家的N次方            | Triệu Văn        |               |
| 2012 | Thăng Trầm                         | 浮沉                 | Kiều Ly          |               |
| 2012 | Quy Tắc Tiền Ly Hôn                | 离婚前规则           | Tưởng Tân Dao    |               |
| 2013 | Chiến Quốc Tiểu Binh               | 战国小兵             | Sa Mạn           |               |
| 2013 | 33 Ngày Thất Tình                  | 失恋33天             | Vợ chồng tổ A    | Khách mời     |
| 2013 | Nhóm Người Chúng Ta                | 我们这拨人           | Kiều Kiều        | Quay năm 2011 |
| 2015 | Trưởng Thành                       | 长大                 | Nghiệp Xuân Manh |               |
| 2017 | Ngoại Khoa Phong Vân               | 外科风云             | Lục Thần Hi      |               |
| 2018 | Nam Phương Hữu Kiều Mộc            | 南方有乔木           | Nam Kiều         | Nữ chính      |
| 2022 | Hôn nhân của chúng ta              | 我们的婚姻           | Thẩm Tinh Tuệ    | Nữ chính      |
| 2022 | Hoan nghênh quang lâm              | 欢迎光临             | Trịnh Hữu Ân     | Nữ chính      |
| 2022 | Mười năm của chúng ta: Cung dạ yến | 我们这十年之唐宫夜宴 | Trần Nhiễm       | Nữ chính      |
| 2023 | Nắng gắt bên tôi                   | 骄阳伴我             | Giản Băng        | Nữ chính      |

### Phim điện ảnh
| Năm  | Tên Phim                                      | Tên Tiếng Trung      | Vai             | Ghi Chú            |
| ---- | --------------------------------------------- | -------------------- | --------------- | ------------------ |
| 2011 | 33 Ngày Thất Tình                             | 失恋33天             | Hoàng Tiểu Tiên |                    |
| 2011 | Định Luật Hấp Dẫn                             | 万有引力             | Thạch Hiểu Lâm  |                    |
| 2012 | Lần Đầu Tiên                                  | 第一次               | Ngụy Giai Giai  | Khách mời          |
| 2013 | Hợp Đồng Chia Tay                             | 分手合约             | Hà Tiếu Tiếu    |                    |
| 2013 | 5 Năm Bị Đánh Cắp                             | 被偷走的那五年       | Hà Mạn          |                    |
| 2013 | Định Chế Tư Nhân                              | 私人订制             | Tiểu Bạch       |                    |
| 2014 | Nhật Ký Chính Sửa Nhan Sắc                    | 整容日记             | Quách Tinh      |                    |
| 2015 | Truy Lùng Quái Yêu                            | 捉妖记               | Hoắc Tiểu Lam   |                    |
| 2015 | Cút Ngay! U Quân                              | 滚蛋吧！肿瘤君       | Hùng Đốn        |                    |
| 2015 | Thành phố Tình Yêu                            | 恋爱中的城市         | Yên Nhiên       |                    |
| 2015 | Cùng Anthony Trải Qua Năm Tháng Dài Đằng Đẵng | 陪安东尼度过漫长岁月 | Tiểu Anh        | Đặc biệt diễn xuất |
| 2016 | Anh Hùng Nồi Lẩu                              | 火锅英雄             | Vu Tiểu Huệ     |                    |
| 2016 | Ngang qua thế giới của em                     | 从你的全世界路过     | Lệ Chi          | Đặc biệt diễn xuất |
| 2017 | Mê Đồ Sát Cơ                                  | 谜途杀机             | Lâm Vi          |                    |
| 2018 | Truy lùng quái yêu 2                          | 捉妖记 2             | Hoắc Tiểu Lam   |                    |
| 2019 | Con bạc (A City Called Macau)                 | 媽閣是座城           |                 |                    |
| 2019 | Chúc mừng năm mới                             | 亲爱的新年好         |                 |                    |
| 2021 | Ổ khóa tử thần (Door lock)                    | 门锁                 |                 |                    |
| 2023 | Kiểm sát phong vân                            | 检察风云             |                 |                    |

### Lồng tiếng
| Năm  | Tên Phim                | Tên Tiếng Trung            | Vai                 |
| ---- | ----------------------- | -------------------------- | ------------------- |
| 2014 | Cừu vui vẻ và Sói xám 6 | 喜羊羊与灰太狼之飞马奇遇记 | Công Chúa Ngựa Xanh |
| 2014 | Bí kíp luyện rồng 2     | 驯龙高手2                  | Astrid              |
| 2016 | Kung Fu Panda 3         | 功夫熊猫3                  | Hổ nương            |

### Webdrama/ Microfilm
| Ngày       | Tên Phim            | Vai Diễn        | Ghi Chú                           |
| ---------- | ------------------- | --------------- | --------------------------------- |
| 19/07/2013 | Ngọt Bùi Cay Đắng 3 | Nha Đầu         | Quảng cáo cho kẹo cao su Ích Đạt  |
| 15/01/2014 | 0.5 Diors           | Hoàng Tiểu Tiên | LeTV's Webdrama                   |
| 26/02/2014 | Diors Man           | Đằng Cách Nhĩ   | Sohu's Webdrama Xuất hiện ở tập 1 |

## Show thực tế
| Năm  | Tên                     | Tập               | Kênh               |
| ---- | ----------------------- | ----------------- | ------------------ |
| 2014 | Running Brothers        | Mùa 1 Tập 14      | Chiết Giang Vệ Thị |
| 2014 | Báo Cáo Huấn luyện Viên | Tập 2             | Đông Phương Vệ Thị |
| 2015 | Running Brothers        | Mùa 2 Tập 10      | Chiết Giang Vệ Thị |
| 2016 | Vương bài đối vương bài | Khách mời cố định | Chiết Giang Vệ Thị |

## Âm nhạc
| Ngày       | Chương Trình                                   | Tên Bài Hát/Tiết Mục               | Ghi Chú |
| ---------- | ---------------------------------------------- | ---------------------------------- | --- |
| 27/03/2006 |                                                | Vãng Sự Chỉ Năng Hồi Vị            | Nhạc Phim Tuổi Thanh Xuân                                                                                  |
| 27/03/2006 |                                                | Thảo Mạo Ca                        | Nhạc Phim Tuổi Thanh Xuân                                                                                  |
| 09/11/2008 |                                                | Ngày Thứ 7                         | Diễn nữ chính trong MV, vai người yêu của Vũ Phàm Trình bày: nhóm nhạc Thin Man                            |
| 12/04/2009 |                                                | Em Không Chỉ Là Đóa Hoa            | Nhạc phim truyền hình "Thanh Xuân Của Tôi Ai Nắm Giữ" Bản gốc: Khương Hân                                  |
| 26/07/2009 |                                                | Thân Mến                           | Tham gia phối âm Trình bày: Nhóm nhạc Vũ Tuyền                                                             |
| 31/12/2009 | Lễ hội Chào mừng năm mới - An Huy Vệ Thị       | Lẽ Nào                             | |
| 14/02/2010 | Lễ hội mùa xuân - Bắc Kinh Vệ Thị              | Thông Minh Đích Nhất Hưu           | Cosplay từ bài hát của Nhật Bản                                                                            |
| 17/06/2010 |                                                | Lướt Ngang Qua Nhau                | Nhạc phim "Người Tình Gian Dối"                                                                            |
| 22/01/2012 | Lễ hội mùa xuân - CCTV                         | Chúc Tết Nhỏ                       | Bạn diễn: Trần Vũ Phàm, Hồ Hải Tuyền                                                                       |
| 23/01/2012 | Lễ hội mùa xuân - Đông Phương Vệ Thị           | Thủy Tinh                          | Song ca cùng Trần Vũ Phàm                                                                                  |
| 08/06/2012 |                                                | Thật Sự Yêu Em                     | Nhạc phim điện ảnh "Lần Đầu Tiên" Bản gốc: Hoàng Gia Câu                                                   |
| 15/06/2012 | Lễ Bế mạc Liên hoan phim Thượng Hải lần thứ 18 | Trôi Nổi                           | |
| 30/06/2012 |                                                | Trôi Nổi                           | Bài hát chủ đề phim truyền hình "Thăng Trầm" Nhạc và lời: Đinh Vi                                          |
| 29/11/2012 |                                                | Sự Quyến Luyến Tầm Thường          | Bài hát chủ đề "Đêm nhạc kỉ niệm 10 năm phát sóng Music Radio" Song ca cùng Trần Vũ Phàm Nhạc sĩ: Tiểu Kha |
| 18/03/2013 |                                                | Chúng Ta Chẳng Phải Đã Hứa Rồi Sao | Bài hát chủ đề phim điện ảnh "Hợp Đồng Chia Tay" Song ca cùng Bành Vu Yến                                  |
| 22/07/2015 |                                                | The Two Girls Flowers Note         | Bài hát chủ đề phim điện ảnh "Cút Ngay! U Quân"                                                            |
| 04/08/2015 |                                                | Mai Sau Em Sẽ Về Đâu               | Nhạc phim điện ảnh "Tróc Yêu Ký" Song ca cùng Tỉnh Bách Nhiên                                              |

## Giải thưởng

### Điện ảnh và Truyền hình
| Ngày       | Giải thưởng                                                           | Hạng Mục                         | Tên Phim           | Kết Quả   |
| ---------- | --------------------------------------------------------------------- | -------------------------------- | ------------------ | --------- |
| 08/04/2012 | Hiệp hội Đạo diễn Phim Điện ảnh Trung Quốc hàng năm lần 3             | Nữ diễn viên xuất sắc nhất       | 33 Ngày Thất Tình  | Đề cử     |
| 04/2012    | Liên hoan Phim Điện ảnh sinh viên Bắc Kinh lần thứ 19                 | Nữ diễn viên xuất sắc nhất       | 33 Ngày Thất Tình  | Đề cử     |
| 29/09/2012 | Giải Bách Hoa lần thứ 31                                              | Nữ diễn viên xuất sắc nhất       | 33 Ngày Thất Tình  | Đoạt giải |
| 11/2012    | Diễn đàn phim thanh niên Trung Quốc lần 7                             | Nữ diễn viên mới xuất sắc        | 33 Ngày Thất Tình  | Đoạt giải |
| 24/11/2012 | Giải Kim Mã lần thứ 49                                                | Nữ diễn viên xuất sắc nhất       | 33 Ngày Thất Tình  | Đề cử     |
| 14/6/2013  | Giải Bạch Ngọc Lan (Liên hoan Phim truyền hình Thượng Hải) lần thứ 19 | Nữ diễn viên xuất sắc nhất       | Thăng Trầm         | Đề cử     |
| 15/06/2013 | Liên hoan phim quốc tế Thượng Hải lần thứ 16                          | Nữ diễn viên xuất sắc nhất       | 5 Năm Bị Đánh Cắp  | Đề cử     |
| 10/2013    | Liên hoan phim quốc tế Trung Quốc tại Anh lần 5                       | Nữ diễn viên xuất sắc nhất       | Hợp Đồng Chia Tay  | Đề cử     |
| 26/12/2013 | Giải Hoa Biểu lần thứ 15                                              | Nữ diễn viên xuất sắc nhất       | 33 Ngày Thất Tình  | Đề cử     |
| 01/06/2014 | Lễ trao giải Hoa Đỉnh lần thứ 12                                      | Nữ diễn viên xuất sắc nhất       | Định Chế Tư Nhân   | Đề cử     |
| 12/2015    | Liên hoan phim Điện ảnh Sinh viên Quảng Châu lần thứ 12               | Nữ diễn viên được yêu thích nhất | Tróc Yêu Ký        | Đoạt giải |
| 4/2016     | Liên hoan phim quốc tế Bắc Kinh - Thiên Đàn Thưởng lần thứ 6          | Nữ diễn viên xuất sắc nhất       | Cút Ngay! U Quân   | Đề cử     |
| 4/2016     | Hiệp hội Đạo diễn Phim Điện ảnh Trung Quốc hàng năm lần 7             | Nữ diễn viên xuất sắc nhất       | Cút Ngay! U Quân   | Đoạt giải |
| 5/2016     | Liên hoan phim Điện ảnh Sinh Viên Bắc Kinh lần thứ 23                 | Nữ diễn viên xuất sắc nhất       | Cút Ngay! U Quân   | Đoạt giải |
| 9/2016     | Giải Bách Hoa lần thứ 33                                              | Nữ diễn viên xuất sắc nhất       | Truy lùng quái yêu | Đề cử     |
| 9/2016     | Giải Hoa Đỉnh lần thứ 20                                              | Nữ diễn viên xuất sắc nhất       | Cút Ngay! U Quân   | Đề cử     |
| 10/2016    | Liên hoan phim Trường Xuân - Kim Lộc Thưởng lần thứ 13                | Nữ diễn viên xuất sắc nhất       | Truy lùng quái yêu | Đoạt giải |
| 2017       | Giải Kim Kê lần thứ 13                                                | Nữ diễn viên xuất sắc nhất       | Truy lùng quái yêu | Đề cử     |

### Các giải thưởng khác
| Ngày       | Giải thưởng                                     | Hạng mục                                 | Phim              | Kết quả   |
| ---------- | ----------------------------------------------- | ---------------------------------------- | ----------------- | --------- |
| 11/2012    | Diễn đàn Tuổi Trẻ Điện ảnh Trung Quốc lần thứ 7 | Nữ diễn viên mới xuất sắc nhất           |                   | Đoạt giải |
| 18/11/2013 | China Image Film Festival                       | Nữ diễn viên xuất sắc nhất               | Hợp Đồng Chia Tay | Đoạt giải |
| 27/11/2015 | Lễ hội Thời Trang Võng Dịch (NetEase) hàng năm  | Ngôi sao nữ có sức ảnh hưởng nhất        |                   | Đoạt giải |
| 05/12/2015 | Đêm hội IQIYI 2016                              | Nữ diễn viên phim điện ảnh xuất sắc nhất |                   | Đoạt giải |
| 22/12/2015 | Giải trí Đằng Tấn 2015                          | Ngôi sao phim điện ảnh của năm           |                   | Đoạt giải |
| 12/2015    | Tống Nghệ 2015                                  | Nhân vật của năm                         |                   | Đoạt giải |
| 12/2015    | Tống Nghệ 2015                                  | Diễn viên có giá trị thương mại cao nhất |                   | Đoạt giải |
| 12/2015    | Giải trí Phượng Hoàng 2015                      | Nhân vật của năm                         |                   | Đoạt giải |
| 12/2015    | Lễ trao giải Thời Trang Sohu                    | Diễn viên của năm                        |                   | Đoạt giải |
| 1/2016     | Đêm Weibo 2015                                  | Nữ diễn viên điện ảnh thế lực mới        |                   | Đoạt giải |
| 3/2016     | Hiệp Hội Quay Phim Hồng Kông lần thứ 28         | Nữ diễn viên hấp dẫn nhất                |                   | Đoạt giải |